# خویگان علیا
خویگان علیا، روستایی از توابع بخش مرکزی شهرستان فریدون‌شهر در استان اصفهان ایران است.
این روستا تا چندی پیش ارمنی نشین بود و بزرگترین روستای ارمنی‌نشین ایران به حساب می‌آمد ولی با توجه به مهاجرت ارامنه، اکنون فقط شش خانوادهٔ دو نفرهٔ ارمنی در آن زندگی می‌کنند ولی امروزه محل زندگی ترک ها و کرد اشک ها می باشد .
این روستا تنها روستا در ایران است که دارای سه کلیسا بوده که یکی از آن‌ها به نام کلیسای حضرت یوحنا (تاریخ بنا بین ۹۹۹–۹۸۴ شمسی) به عنوان اثری تاریخی به جا مانده از دوره صفویه در سال ۱۳۸۶ به ثبت ملی رسیده‌است.
ارامنه از سال ۱۶۰۴ میلادی / ۹۸۳ شمسی، پس از کوچ اجباری ارامنه توسط شاه عباس صفوی از شهرهای نخجوان و ایروان به اصفهان، در خویگان سکنی گزیدند.

## جمعیت
این روستا در دهستان برف انبار قرار دارد و براساس سرشماری مرکز آمار ایران در سال ۱۳۸۵، جمعیت آن ۱٬۳۹۱ نفر (۳۳۰خانوار) بوده‌است.